# 納蘭霍河
納蘭霍河（西班牙語：Río Naranjo）是危地馬拉的河流，位於該國西南部，河道全長105公里，流域面積1,273平方公里，平均流量每秒20.7立方米，發源自恰帕斯州馬德雷山脈，最終注入太平洋。